# Futebol Clube São Romão
O Futebol Clube São Romão é um clube português localizado na extinta freguesia de São Romão do Coronado, atualmente pertencente à União de Freguesias de Coronado (São Romão e São Mamede), concelho da Trofa, distrito do Porto. O clube foi fundado em 1 de Julho de 1964 e é presidido atualmente por Ricardo Silva. Desde a sua criação até ao fim da época 2020/2021 os seus jogos em casa foram sempre disputados no Campo Carlos Alves, contudo as condições do campo fizeram o clube mudar para o Campo de Futebol de S. Mamede do Coronado onde já começou a realizar os seus jogos em casa desde o início da época 2021/2022 e já conta com um campo sintético e novos balneários desde a época 2024/2025.
Desde sempre ligado à modalidade do futebol, o clube é mais conhecido nos dias de hoje pela sua modalidade de futsal onde a sua equipa sénior participar, desde a época 2016/2017, nas divisões distritais da Associação de Futebol do Porto. A queda da equipa sénior de futebol começou no término da época 2015/2016 onde terminaram na 13ª posição na 2ª Divisão Distrital da AF Porto (considerada a 4ª divisão das distritais do Porto). Com este desfecho, o clube não voltou a inscrever a sua equipa sénior nas divisões da AF Porto e participou, desde então na Liga Inatel do Porto até 2021/2022.
No arranque da época 2022/2023, o clube fez saber da sua intenção de voltar a competir na Associação de Futebol do Porto.
Na época 2021/2022 o clube contou com 6 escalões na modalidade de futsal e apenas um na modalidade de futebol.